# 彼得·范·佩爾斯
彼得·范·佩爾斯（德語：Peter van Pels，1926年11月8日—1945年5月10日）是二戰猶太人大屠殺中的受害者之一，猶太人，出生於德國。他與父母及安妮·法蘭克一家為躲避納粹的迫害而共同居住數年之久，過程中與安妮相戀。

## 生平
彼得·范·佩爾斯於1926年出生於德國的奧斯納布魯克，是赫爾曼·范·佩爾斯和奧古斯特·范·佩爾斯的獨生兒子。1937年，他隨父母移居荷蘭阿姆斯特丹以躲避納粹德國對猶太人的迫害。納粹在1940年攻佔荷蘭，范·佩爾斯一家於1942年7月13日搬入阿姆斯特丹的一戶住宅內躲藏，與法蘭克一家同住。
在與法蘭克一家同住期間，彼得·范·佩爾斯和安妮·法蘭克有過一陣短暫的戀情，但從安妮的日記中可以得知，安妮的父親似乎並不贊成兩人密切交往，擔心在如此狹窄的地方可能會發生不好的事，況且兩人因為躲藏的緣故並沒有機會接觸其他異性。後來安妮對自己與彼得之間是否真是愛情也十分困惑，尤其是她十分在意彼得對於自己的姐姐瑪戈的態度。
1944年8月4日，彼得·范·佩爾斯與其他人遭蓋世太保逮捕，被送往韋斯特博克中轉營，9月，被送往奧斯威辛集中營，在那裡作苦工，不久他的父親因勞累過度被送入毒氣室。1945年1月，彼得被送往毛特豪森－古森集中營，同年5月在美軍解放該處不久後病逝，年僅18歲。

## 影視形象
- 在2009年英國廣播公司播出的迷你劇《安妮日記（英语：The Diary of Anne Frank (2009 miniseries)）》，由傑夫·布雷頓（英语：Geoff Breton）飾演[3]。

## 外部連結
- 彼得·范·佩爾斯在安妮·法蘭克之家網站上的介紹 （页面存档备份，存于）（英文）
- 彼得·范·佩爾斯在互联网电影资料库（IMDb）上的資料（英文）